# 사라진 이틀
《사라진 이틀》(원제: 半落ち 한오치[*])은 요코야마 히데오의 소설이다. 드라마, 영화로도 만들어졌다. 원제인 한오치 (半落ち)는 일본의 경찰 용어로, 일부만을 자백한다는 뜻이다.

## 개요
소설은 2003년 제123회 나오키 상 최종 후보까지 남았지만 낙선했다. 소설을 원작으로 한 영화가 호평을 얻고 2005년 일본 아카데미상 최우수 작품상을 수상했다. 2007년 12월 8일에는 TV 아사히를 통해 드라마로 방송됐다.